# Bristol Fighter
Bristol Fighter – sportowy samochód osobowy produkowany przez brytyjską firmę Bristol Cars. Dostępny był jako 2-drzwiowe coupé. Pojazd napędzany był silnikiem V10 o pojemności ośmiu litrów, stosowanym również w samochodzie Dodge Viper. Moc przenoszona była na koła tylne poprzez 6-biegową manualną skrzynię biegów. Samochód występował także w dwóch mocniejszych wersjach: Fighter S oraz Fighter T.
Nazwa, zgodnie z tradycjami firmy Bristol, pochodzi od samolotu Bristol F.2 Fighter z czasów I wojny światowej.

## Dane techniczne
| Wersja    | Silnik:                             | Układ zasilania: | Śr. × skok tłoka:    | St. sprężania: | Moc maks:                             | Maks. moment obrotowy       |
| --------- | ----------------------------------- | ---------------- | -------------------- | -------------- | ------------------------------------- | --------------------------- |
| Fighter   | V10 8,0 l (7994 cm³), OHV           | wtrysk MPFi      | 101,60 mm × 98,60 mm | 9,25:1         | 532 KM (391,5 kW) przy 5600 obr./min  | 712 N•m przy 3600 obr./min  |
| Fighter S | V10 8,0 l (7994 cm³), OHV           | wtrysk MPFi      | 101,60 mm × 98,60 mm | ?              | 669 KM (492,2 kW) przy 5900 obr./min  | 787 N•m przy 3900 obr./min  |
| Fighter T | V10 8,0 l (7994 cm³), OHV, bi-turbo | wtrysk MPFi      | 101,60 mm × 98,60 mm | 9,3:1          | 1026 KM (754,6 kW) przy 5600 obr./min | 1405 N•m przy 4500 obr./min |

## Osiągi
| Model     | Przyspieszenie 0-100 km/h: | Prędkość maksymalna: |
| --------- | -------------------------- | -------------------- |
| Fighter   | ?                          | 338 km/h             |
| Fighter T | 3,5 s                      | 362 km/h             |